# 고대 로마의 문화

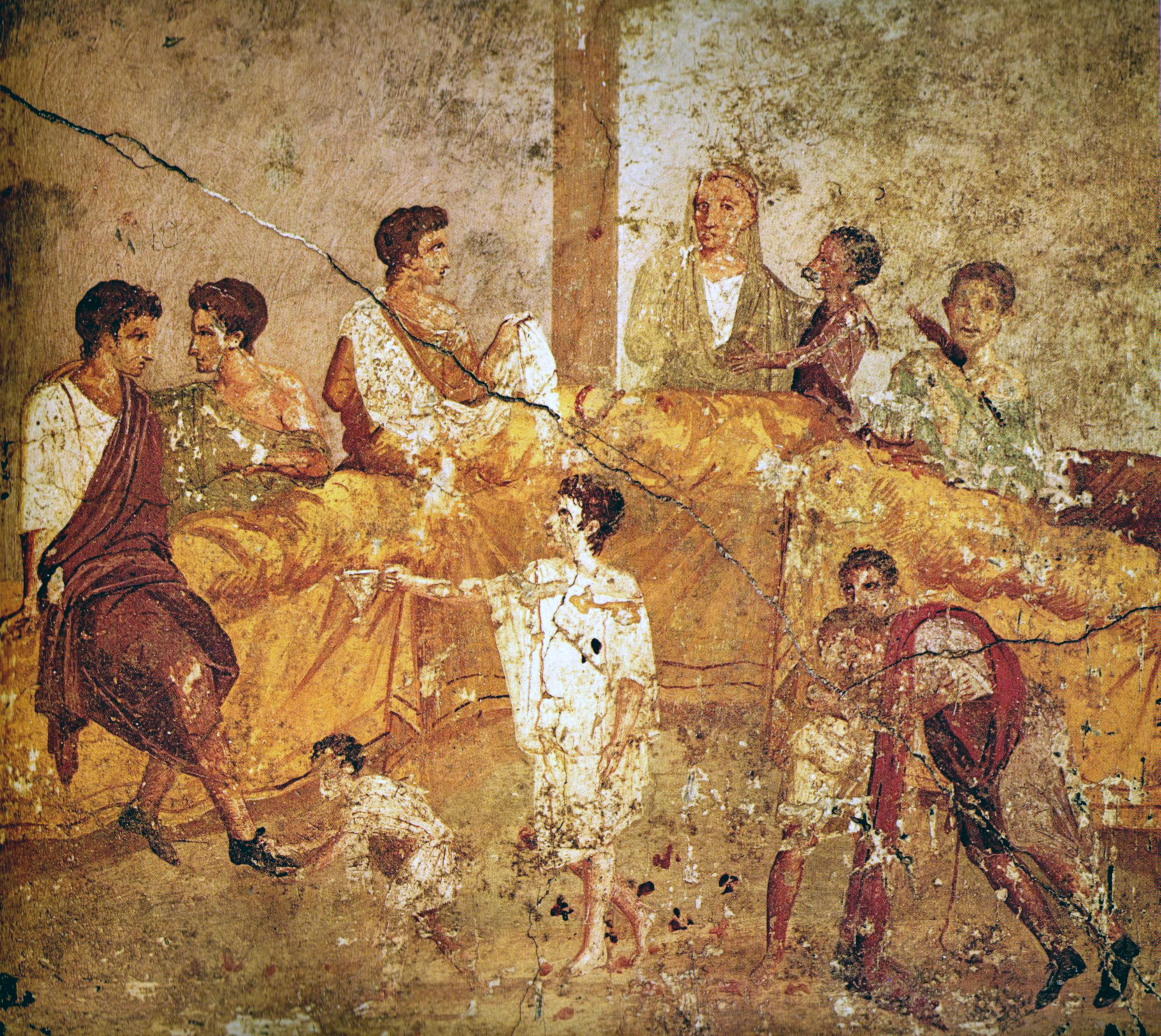

이 문서는 고대 로마 제국에서 발달한 문화를 설명한다.
‘그리스의 학예, 로마의 지배’라는 말과 같이, 로마인은 문화의 창조보다도 선진 문화의 수용(受容)과 보급에 공헌했다. 일찍이 왕정기(王政期)에는 에트루리아 문화의 영향이 압도적이어서 후에 로마인의 특기가 되는 아치 구축, 복점(卜占), 검투노예의 칼싸움 등은 모두 에트루리아가 기원(起源)이다. 그와 함께 중요한 것은 그리스 문화의 영향이며, 에트루리아를 통해서 간접적으로 문자와 미술이, 또한 남부 이탈리아의 그리스인 식민시로부터 직접적으로 종교와 법률이 전해진 것 같다.공화정기(특히 기원전 4세기)에 로마는 문화적 쇄국상태에 들어간다. 북방의 켈트 문화의 영향은 있었으나, 그리스의 선진 문화로부터 떨어져 나간 시기에 로마의 로마다운 맛이 길러졌을 것으로 생각된다. 그 신의·권위·전통을 존중하는 정신적 태도는 기원전 3세기 이후 헬레니즘 문화의 물결이 밀어닥친 뒤에도 오랫동안 로마인이 고유의 ‘미덕’으로 자랑하는 것이었다.
동란중의 공화정 말기는 로마문화의 황금시대이다. 정적(政敵)과의 목숨을 건 대결에서 기백이 넘친 변론이 나왔으며, 조국의 앞길을 걱정하는 마음이 역사적 산문을 빚어냈다. 그것은 정치가가 문화인인 로마 전통의 꽃이었다.이 전통은 아우구스투스의 치하에 급속히 고조되었다. 작품은 세련되고 기교를 자랑했지만, 그 작자는 마에케나스를 보호자로 받들고, 정치적 선전을 삼가지 않는 사람들이었다. 그래도 그들에게는 신시대에 대한 기대가 있었다. 그러한 예상을 뒤엎고 2세기에 판을 치게 된 것은 취미·향락·전문적 지식의 과시였었다. 이윽고 3세기 군인황제의 잇따른 폐립시(時)에 사람들의 마음은 신(新)플라톤주의의 ‘이성(理性)’ 신앙, 동방계의 일신교적 태양신 숭배로 향한다. 그리하여 기독교가 몇 차례 수난을 겪고 제국에 침투해 들어갔다.
역사가 타키투스는 미개인의 자유를 찬양하고. 도미티아누스 치하의 마르티아누스는 추종만을 일삼는 천하고 음란한 인간 군상을 풍자했다《에피그램》)그의 친구 유베날리스의 풍자시는 악덕이 판을 치고 있는 세상에 대한 ‘통분이 쓰게 한’ 것이었다. 스토아의 철인 세네카(기원전 55년? - 기원후 40년?)는 학식과 수사의 재주를 뽐내고 싶은 유혹으로부터 끝까지 빠져나오지 못했다. 풍류의 판정자 페트로니우스는 방탕과 향락을 「사티리콘」으로 소설화했다.

## 종교
로마인의 신앙에서 두드러진 것은 평화·신 등의 추상 개념에 신령을 인정하여 신으로서 존숭(尊崇)한 것이다. 로마의 신이 그리스의 신과 동일시된 다음에도 신들의 계보나 행동(투쟁·연애 등)의 이야기가 발달하지 않은 것은 로마 신의 추상적 성격 때문이다. 신들 가운데서 가장 중요한 자리를 차지한 것은 주피터 대신 ‘아궁이의 신’, 베스타였다. 베스타 신전의 성화는 국가 존속의 상징으로서 처녀 제관들이 수호했다.
지배자는 전통적 종교를 지켰다. 카이사르, 아우구스투스는 모두 대신관으로, 각각 ‘조화’의 신전 ‘평화의 제단’을 쌓았다. 카이사르는 그의 사후 신이라 불렸다. 아우구스투스는 생전에 ‘신의 아들’로 불렸고, 사후 신격화되었다. 황제 숭배는 원래 동방이 기원이지만, 로마의 국가적 종교가 되었다. 기독교의 대결 상대도 이 황제 숭배이다. 다신교의 세계에도 일신교적 경향이 엿보인 것은 주목할 만한 사실이다. 동란의 3세기에 신(新)플라톤파의 철인롱기노스(213?-273), 플로티노스이 많은 신들을 태양신의 현신(現身)이라 생각하였고, ‘이성’의 하위에 있다고 말하였다. 태양신의 신앙은 국가 종교로 받아들여 시리아의 에메사의 태양신이 헬리오가발루스 군인 황제의 한 사람에 의해 로마에 전해지고, 태양신의 신전이 아우렐리아누스에 의해서 세워졌다.

## 로마법
로마에서 가장 오래된 성문법(12표법)은 특별 위원이 민회에 제안했지만, 원칙적으로는 집정관이 민회에 제안하는 것이다. 민회는 3주 내지 30일 전에 예고하고, 신의 뜻을 점쳐서 개회한다. 제안을 낭독하고 “시민 여러분, 여러분은 내가 말한 대로 원하고 또 그렇게 명하겠습니까? 시민 여러분, 나는 여러분께 묻습니다”에 대해서 ‘제안 그대로 찬성이라든가’, ‘현상태 그대로 반대’라고 대답한다. 하급 관리가 투표 결과를 보고하여 의결이 성립된다. 질문이나 반대 제안·수정은 허용되지 않았다.
노빌레스가 지배하던 시기에 원로원의 승인을 얻어 민회에 제안하는 습관이 생겼지만, 그라쿠스 이후에는 무시되는 경향이 드물지 않았다. 원수정기에는 원로원에서 원수가 연설하고, 그것을 구체화한 법안을 집정관이 제안하고 심의했다. 민회의 심의는 거치지만 형식적이다. 하드리아누스는 법학자 사르비우스 율리아누스에게 법무관 고시를 편찬시켜 이후의 수정·추가를 원수의 권한으로 하고, 지배자의 일방적 명령은 법률이 되었다. 로마의 시민법은 지중해 진출을 계기로 자연법의 관념을 첨가하여, 평화의 2세기에 만민법으로 발전했다고 한다. 그러나 그것은 한편으로 로마 시민의 자유가 상실되는 이정표이기도 하다.

## 같이 보기
- 고대 로마, 로마 제국
- 주요 문화 인물
  - 마에케나스
  - 키케로
- 라틴어 문학